# Chlorogomphus daviesi
Chlorogomphus daviesi is een echte libel (Anisoptera) uit de familie van de Chlorogomphidae.
De wetenschappelijke naam van de soort werd in 2001 gepubliceerd door Karube.